# 일본 내각부
내각부(일본어: 内閣府 나이카쿠후[*], Cabinet Office, 약칭: CAO)은 일본의 행정기관이다.

## 설치 근거 및 소관 업무

### 설치 근거
- 내각부설치법 제2조

### 소관 업무
- 내각의 중요정책에 관한 내각의 사무를 보조
- 황실, 영전 및 공식제도 관한 사무, 기타 국가가 행해야 할 사무의 적절한 수행
- 남녀공동참획사회 형성의 촉진
- 시민활동의 촉진
- 오키나와의 진흥 및 개발
- 북방영토문제의 해결의 촉진
- 재해로부터의 국민의 보호
- 사업자간 공정하고 자유로운 경쟁의 촉진
- 국가 치안의 확보
- 행정수속에 있어 특정 개인을 식별하기 위한 번호 등의 적정한 취급의 확보
- 금융의 적절한 기능의 확보
- 소비자가 안심하고 안전하게 풍부한 소비생활을 하는 것이 가능한 사회의 실현을 위한 시책의 추진
- 정부 시책의 실시를 지지하기 위한 기반의 정비
- 경제 기타 광범위한 분야에 관계된 시책에 관한 행정기관의 연계의 확보

## 연혁
- 1946년(쇼와 21년) 8월 12일: 경제안정본부를 신설.
- 1947년(쇼와 22년) 5월 3일: 총리청을 신설.
- 1949년(쇼와 24년) 6월 1일: 총리청을 총리부로 개편.
- 1952년(쇼와 27년) 8월 1일: 경제안정본부를 폐지하고, 경제심의청을 설치.
- 1955년(쇼와 30년) 7월 20일: 경제심의청을 경제기획청으로 개편.
- 1970년(쇼와 45년) 5월: 오키나와·북방대책청을 신설.
- 1972년(쇼와 47년) 5월: 오키나와·북방대책청을 폐지하고, 오키나와개발청을 설치.
- 2001년(헤이세이 13년) 1월 6일: 총리부, 경제기획청, 오키나와개발청을 통합하여 내각부를 신설.

## 조직

### 간부
- 대신 1인
- 부대신 3인
- 특명담당대신
- 대신보좌관
- 사무차관
- 심의관
- 특명담당대신비서관

### 내부부국

#### 대신관방
- 총괄심의관
- 정책평가심의관
- 우주심의관
- 저출산·청소년대책심의관
- 독립공문서관리감
- 심의관
- 참사관
- 후생관리관
- 총무과
- 인사과
- 기획조정과
- 정책평가홍보과
- 공문서관리과
- 정부홍보실

#### 정책총괄관
- 참사관

#### 상훈국
- 심의관 3인
- 총무과

#### 남녀공동참획국
- 총무과
- 조사과
- 추진과

#### 오키나와진흥국
- 참사관 4인
- 총무과

### 심의회등
- 규제개혁회의
- 세제조사회

### 시설등기관
- 경제사회종합연구소
- 영빈관

### 특별기관
- 북방대책본부
- 어린이·육아본부

### 지방지분부국
- 오키나와종합사무소

### 외국
- 궁내청
- 공정거래위원회
- 국가공안위원회
  - 경찰청
- 개인정보보호위원회
- 금융청
- 소비자청

## 같이 보기
- 내각총리대신
- 내각부부대신
- 내각부 특명담당대신
- 내각부 사무차관